# Tachina astytos
Tachina astytos är en tvåvingeart som beskrevs av Walker 1849. Tachina astytos ingår i släktet Tachina och familjen parasitflugor. Inga underarter finns listade i Catalogue of Life.